# Celso Vieira
Celso Vieira (nacido el 25 de septiembre de 1974) es un exfutbolista brasileño que se desempeñaba como centrocampista.
Jugó para clubes como el Internacional, Ituano, Portuguesa y Vegalta Sendai.

## Trayectoria

### Clubes
| Club           | País   | Año  |
| -------------- | ------ | ---- |
| Internacional  | Brasil | ???? |
| Ituano         | Brasil | ???? |
| Portuguesa     | Brasil | ???? |
| Vegalta Sendai | Japón  | 2001 |